# Esqui cross-country nos Jogos Paralímpicos de Inverno de 2018 - Velocidade feminino
As provas de velocidade feminino do esqui cross-country nos Jogos Paralímpicos de Inverno de 2018 foram disputadas no Centro de Biatlo Alpensia, em Daegwallyeong-myeon, Pyeongchang, em 14 de março. Atletas sentadas percorreram 1,1 km e atletas em pé e deficientes visuais percorreram 1,5km.

## Medalhistas
| Medalha | Atletas sentadas     | Atletas em pé      | Deficientes visuais                                |
| ------- | -------------------- | ------------------ | -------------------------------------------------- |
| Ouro    | USA Oksana Masters   | NPA Anna Milenina  | BLR Sviatlana Sakhanenka / Raman Yashchanka (guia) |
| Prata   | ESP Andrea Eskau     | NOR Vilde Nilsen   | NPA Mikhalina Lysova / Alexey Ivanov (guia)        |
| Bronze  | NPA Marta Zainullina | CAN Natalie Wilkie | UKR Oksana Shyshkova / Vitaliy Kazakov (guia)      |

## Resultados

### Atletas sentadas

#### Qualificação
| Pos. | Bib | Atleta                   | Tempo real | Tempo calculado | Diferença | Notas |
| ---- | --- | ------------------------ | ---------- | --------------- | --------- | ----- |
| 1    | 41  | USA Oksana Masters       | 3:29.86    | 3:29.86         | —         | Q     |
| 2    | 43  | NPA Marta Zainullina     | 3:37.50    | 3:37.50         | +7.64     | Q     |
| 3    | 52  | USA Kendall Gretsch      | 3:46.91    | 3:37.83         | +7.97     | Q     |
| 4    | 42  | GER Andrea Eskau         | 3:54.01    | 3:39.97         | +10.11    | Q     |
| 5    | 49  | NPA Natalia Kocherova    | 3:40.16    | 3:40.16         | +10.30    | Q     |
| 6    | 56  | BLR Valiantsina Shyts    | 4:05.93    | 3:41.34         | +11.48    | Q     |
| 7    | 46  | BLR Lidziya Hrafeyeva    | 3:44.16    | 3:44.16         | +14.30    | Q     |
| 8    | 44  | NOR Birgit Skarstein     | 3:58.63    | 3:44.31         | +14.45    | Q     |
| 9    | 53  | CHN Jin Yawei            | 4:26.92    | 3:49.55         | +19.69    | Q     |
| 10   | 48  | NPA Mariia Iovleva       | 3:49.83    | 3:49.83         | +19.97    | Q     |
| 11   | 51  | GER Anja Wicker          | 4:17.75    | 3:51.98         | +22.12    | Q     |
| 12   | 50  | CHN Chu Beibei           | 3:54.23    | 3:54.23         | +24.37    | Q     |
| 13   | 55  | FIN Sini Pyy             | 4:10.54    | 3:55.51         | +25.65    |       |
| 14   | 54  | NPA Akzhana Abdikarimova | 4:25.23    | 3:58.71         | +28.85    |       |
| 15   | 45  | BLR Liudmila Vauchok     | 4:17.30    | 4:01.86         | +32.00    |       |
| 16   | 47  | NPA Nadezhda Fedorova    | 4:04.81    | 4:04.81         | +34.95    |       |
| 17   | 63  | CAN Cindy Ouellet        | 4:22.12    | 4:11.64         | +41.78    |       |
| 18   | 59  | KOR Lee Do-yeon          | 4:13.92    | 4:13.92         | +44.06    |       |
| 19   | 58  | KOR Seo Vo-ra-mi         | 4:45.94    | 4:17.35         | +47.49    |       |
| 20   | 62  | KAZ Zhanyl Baltabayeva   | 4:18.53    | 4:18.53         | +48.67    |       |
| 21   | 61  | JPN Nonno Nitta          | 4:49.54    | 4:20.59         | +50.73    |       |
| 22   | 57  | BRA Aline Rocha          | 4:39.92    | 4:23.13         | +53.27    |       |
| 23   | 60  | USA Joy Rondeau          | 4:42.42    | 4:31.12         | +1:01.26  |       |
| 24   | 64  | HUN Krisztina Lőrincz    | 6:09.79    | 5:32.81         | +2:02.95  |       |
| 25   | 65  | GEO Nino Sabashvili      | 8:45.72    | 8:24.69         | +4:54.83  |       |

#### Semifinal 1
| Pos. | Bib | Atleta                | Tempo  | Diferença | Notas |
| ---- | --- | --------------------- | ------ | --------- | ----- |
| 1    | 121 | USA Oksana Masters    | 4:24.3 | —         | Q     |
| 2    | 124 | GER Andrea Eskau      | 4:27.7 | +3.4      | Q     |
| 3    | 125 | NPA Natalia Kocherova | 4:28.1 | +3.8      | Q     |
| 4    | 128 | NOR Birgit Skarstein  | 4:29.4 | +5.1      |       |
| 5    | 132 | CHN Chu Beibei        | 4:42.8 | +18.5     |       |
| 6    | 129 | CHN Jin Yawei         | 4:47.6 | +23.3     |       |

#### Semifinal 2
| Pos. | Bib | Atleta                | Tempo  | Diferença | Notas |
| ---- | --- | --------------------- | ------ | --------- | ----- |
| 1    | 142 | BLR Lidziya Hrafeyeva | 4:23.2 | —         | Q     |
| 2    | 143 | NPA Marta Zainullina  | 4:24.3 | +1.1      | Q     |
| 3    | 147 | NPA Mariia Iovleva    | 4:27.3 | +4.1      | Q     |
| 4    | 146 | USA Kendall Gretsch   | 4:33.4 | +10.2     |       |
| 5    | 150 | BLR Valiantsina Shyts | 4:36.4 | +13.2     |       |
| 6    | 151 | GER Anja Wicker       | 5:12.9 | +49.7     |       |

#### Final
| Pos. | Bib | Atleta                | Tempo  | Diferença | Notas |
| ---- | --- | --------------------- | ------ | --------- | ----- |
| 01 ! | 121 | USA Oksana Masters    | 4:06.7 | —         |       |
| 02 ! | 124 | GER Andrea Eskau      | 4:08.8 | +2.1      |       |
| 03 ! | 122 | NPA Marta Zainullina  | 4:10.4 | +3.7      |       |
| 4    | 127 | BLR Lidziya Hrafeyeva | 4:20.8 | +1.1      |       |
| 5    | 125 | NPA Natalia Kocherova | 4:17.1 | +10.4     |       |
| 6    | 130 | NPA Mariia Iovleva    | 4:19.4 | +12.7     |       |

### Atletas em pé

#### Qualificação
| Pos. | Bib | Atleta                      | Tempo real | Tempo calculado | Diferença | Notas |
| ---- | --- | --------------------------- | ---------- | --------------- | --------- | ----- |
| 1    | 107 | NOR Vilde Nilsen            | 4:22.35    | 4:11.86         | —         | Q     |
| 2    | 110 | CAN Natalie Wilkie          | 4:51.85    | 4:25.58         | +13.72    | Q     |
| 3    | 105 | CAN Emily Young             | 4:58.06    | 4:28.25         | +16.39    | Q     |
| 4    | 102 | UKR Liudmyla Liashenko      | 4:55.71    | 4:29.10         | +17.24    | Q     |
| 5    | 106 | CAN Brittany Hudak          | 4:59.26    | 4:32.33         | +20.47    | Q     |
| 6    | 101 | NPA Ekaterina Rumyantseva   | 5:48.06    | 4:38.45         | +26.59    | Q     |
| 7    | 111 | BLR Larysa Varona           | 5:07.46    | 4:39.79         | +27.93    | Q     |
| 8    | 112 | NPA Natalia Bratyuk         | 5:08.32    | 4:40.57         | +28.71    | Q     |
| 9    | 108 | UKR Bohdana Konashuk        | 5:10.43    | 4:42.49         | +30.63    | Q     |
| 10   | 104 | NPA Anna Milenina           | 5:11.44    | 4:43.41         | +31.55    | Q     |
| 11   | 103 | UKR Iuliia Batenkova-Bauman | 5:20.15    | 4:48.14         | +36.28    | Q     |
| 12   | 105 | BLR Darya Fedkovich         | 5:00.65    | 4:48.62         | +36.76    | Q     |
| 13   | 109 | JPN Yurika Abe              | 5:21.30    | 4:49.17         | +37.31    |       |
| 14   | 113 | NPA Iuliia Mikheeva         | 5:23.85    | 4:54.70         | +42.84    |       |
| 15   | 114 | CHN Peng Yuanyuan           | 5:30.68    | 5:00.92         | +49.06    |       |
| 16   | 116 | USA Grace Miller            | 5:52.46    | 5:20.74         | +1:08.88  |       |

#### Semifinal 1
| Pos. | Bib | Atleta                 | Tempo  | Diferença | Notas |
| ---- | --- | ---------------------- | ------ | --------- | ----- |
| 1    | 161 | NOR Vilde Nilsen       | 5:16.2 | —         | Q     |
| 2    | 165 | CAN Brittany Hudak     | 5:24.8 | +8.6      | Q     |
| 3    | 164 | UKR Liudmyla Liashenko | 5:29.7 | +13.5     | Q     |
| 4    | 169 | UKR Bohdana Konashuk   | 5:33.2 | +17.0     |       |
| 5    | 168 | NPA Natalia Bratiuk    | 5:47.0 | +30.8     |       |
| 6    | 172 | BLR Darya Fedzkovich   | 5:48.4 | +32.2     |       |

#### Semifinal 2
| Pos. | Bib | Atleta                      | Tempo  | Diferença | Notas |
| ---- | --- | --------------------------- | ------ | --------- | ----- |
| 1    | 162 | CAN Natalie Wilkie          | 5:54.4 | —         | Q     |
| 2    | 163 | CAN Emily Young             | 5:55.5 | +1.1      | Q     |
| 3    | 170 | NPA Anna Milenina           | 5:56.3 | +1.9      | Q     |
| 4    | 166 | NPA Ekaterina Rumyantseva   | 5:58.6 | +4.2      |       |
| 5    | 167 | BLR Larysa Varona           | 6:02.3 | +7.9      |       |
| 6    | 171 | UKR Iuliia Batenkova-Bauman | 6:21.6 | +27.2     |       |

#### Final
| Pos. | Bib | Atleta                 | Tempo  | Diferença | Notas |
| ---- | --- | ---------------------- | ------ | --------- | ----- |
| 01 ! | 170 | NPA Anna Milenina      | 5:11.1 | —         |       |
| 02 ! | 161 | NOR Vilde Nilsen       | 5:14.2 | +3.1      |       |
| 03 ! | 162 | CAN Natalie Wilkie     | 5:14.3 | +3.2      |       |
| 4    | 163 | BLR Emily Young        | 5:18.3 | +7.2      |       |
| 5    | 164 | UKR Liudmyla Liashenko | 5:23.4 | +12.3     |       |
| 6    | 165 | CAN Brittany Hudak     | 6:00.3 | +49.2     |       |

### Deficientes visuais

#### Qualificação
| Pos. | Bib | Atleta                                          | País                             | Tempo real | Tempo calculado | Diferença | Notas |
| ---- | --- | ----------------------------------------------- | -------------------------------- | ---------- | --------------- | --------- | ----- |
| 1    | 154 | Sviatlana Sakhanenka Guia: Raman Yashchanka     | BLR Bielorrússia                 | 4:23.26    | 4:20.63         | —         | Q     |
| 2    | 153 | Mikhalina Lysova Guia: Alexey Ivanov            | NPA Atletas Paralímpicos Neutros | 4:39.61    | 4:36.81         | +16.18    | Q     |
| 3    | 151 | Carina Edlinger Guia: Julian Edlinger           | AUT Áustria                      | 4:42.17    | 4:39.35         | +18.72    | Q     |
| 4    | 156 | Marina Galitsyna Guia: Maksim Pirogov           | NPA Atletas Paralímpicos Neutros | 5:21.79    | 4:43.18         | +22.55    | Q     |
| 5    | 152 | Oksana Shyshkova Guia: Vitaliy Kazakov          | UKR Ucrânia                      | 4:48.55    | 4:45.66         | +25.03    | Q     |
| 6    | 159 | Ekaterina Moshkovskaia Guia: Artem Norin        | NPA Atletas Paralímpicos Neutros | 4:55.79    | 4:52.83         | +32.20    | Q     |
| 7    | 155 | Olha Prylutska Guia: Borys Babar                | UKR Ucrânia                      | 5:06.60    | 5:03.53         | +42.90    | Q     |
| 8    | 157 | Yadviha Skorabahataya Guia: Anastasia Kirillova | BLR Bielorrússia                 | 5:07.19    | 5:04.12         | +43.49    | Q     |
| 9    | 125 | Mia Zutter Guia: Kristina Trygstad-Saari        | USA Estados Unidos               | 5:24.34    | 5:24.34         | +1:03.71  |       |
| 10   | 160 | Yokutkhon Kholbekova                            | UZB Uzbequistão                  | 9:16.72    | 9:11.15         | +4:50.52  |       |
| 11   | 161 | Elaheh Gholi Fallah Guia: Farzaneh Rezasoltani  | IRI Irã                          | 10:39.78   | 9:23.01         | +5:02.38  |       |

#### Semifinal 1
| Pos. | Bib | Atleta                                          | País                             | Tempo  | Diferença | Notas |
| ---- | --- | ----------------------------------------------- | -------------------------------- | ------ | --------- | ----- |
| 1    | 191 | Sviatlana Sakhanenka Guia: Raman Yashchanka     | BLR Bielorrússia                 | 5:23.5 | —         | Q     |
| 2    | 195 | Oksana Shyshkova Guia: Vitaliy Kazakov          | UKR Ucrânia                      | 5:31.5 | +8.0      | Q     |
| 3    | 194 | Marina Galitsyna Guia: Maksim Pirogov           | NPA Atletas Paralímpicos Neutros | 5:41.8 | +18.3     |       |
| 4    | 198 | Yadviha Skorabahataya Guia: Anastasia Kirillova | BLR Bielorrússia                 | 5:43.5 | +20.0     |       |

#### Semifinal 2
| Pos. | Bib | Atleta                                   | País                             | Tempo  | Diferença | Notas |
| ---- | --- | ---------------------------------------- | -------------------------------- | ------ | --------- | ----- |
| 1    | 192 | Mikhalina Lysova Guia: Alexey Ivanov     | NPA Atletas Paralímpicos Neutros | 5:00.9 | —         | Q     |
| 2    | 193 | Carina Edlinger Guia: Julian Edlinger    | AUT Áustria                      | 5:02.7 | +1.8      | Q     |
| 3    | 196 | Ekaterina Moshkovskaia Guia: Artem Norin | NPA Atletas Paralímpicos Neutros | 5:04.5 | +3.6      |       |
| 4    | 197 | Olha Prylutska Guia: Borys Babar         | UKR Ucrânia                      | 5:16.1 | +15.2     |       |

#### Final
| Pos. | Bib | Atleta                                      | País                             | Tempo  | Diferença | Notas |
| ---- | --- | ------------------------------------------- | -------------------------------- | ------ | --------- | ----- |
| 01 ! | 191 | Sviatlana Sakhanenka Guia: Raman Yashchanka | BLR Bielorrússia                 | 4:29.9 | —         |       |
| 02 ! | 192 | Mikhalina Lysova Guia: Alexey Ivanov        | NPA Atletas Paralímpicos Neutros | 4:44.0 | +14.1     |       |
| 03 ! | 195 | Oksana Shyshkova Guia: Vitaliy Kazakov      | UKR Ucrânia                      | 4:45.6 | +15.7     |       |
| 4    | 193 | Carina Edlinger Guia: Julian Edlinger       | AUT Áustria                      | 5:13.7 | +43.8     |       |

Legenda
| Recorde mundial      | Recorde mundial (World record)               |                       | Recorde africano                      | Recorde africano (African) |                                           | Q | Classificado por posição (Qualified) |
| Recorde paralímpico  | Recorde paralímpico (Paralympic record)      | Recorde da América    | Recorde da América (Americas)         | q                          | Classificado por melhor tempo (Qualified) |   |                                      |
| Melhor marca do ano  | Melhor marca do ano (World leading)          | Recorde asiático      | Recorde asiático (Asian)              | DNS                        | Não largou (Did not start)                |   |                                      |
| Recorde nacional     | Recorde nacional (National record)           | Recorde europeu       | Recorde europeu (European)            | DNF                        | Não terminou (Did not finish)             |   |                                      |
| Recorde pessoal      | Recorde pessoal do atleta (Personal best)    | Recorde da Oceania    | Recorde da Oceania (Oceania)          | DSQ / DQ                   | Desclassificado (Disqualified)            |   |                                      |
| Recorde da temporada | Recorde da temporada do atleta (Season best) | Recorde sul-americano | Recorde sul-americano (South America) | NM                         | Sem marca (No mark)                       |   |                                      |

### Esqui cross-country
| Penalizado com cartão amarelo | Penalizado com o cartão amarelo (Yellow card)                                           |  |  |  |
| LL                            | Classificado por tempo (Lucky loser)                                                    |  |  |  |
| PF                            | Vencedor definido por photo finish (Photo finish)                                       |  |  |  |
| LAP                           | Ultrapassado pelo líder (Lapped)                                                        |  |  |  |
| DQB                           | Desclassificado por conduta antidesportiva (Disqualified for unsportsmanlike behaviour) |  |  |  |
| RAL                           | Ranqueado como último (Ranked as last)                                                  |  |  |  |